# D-Star

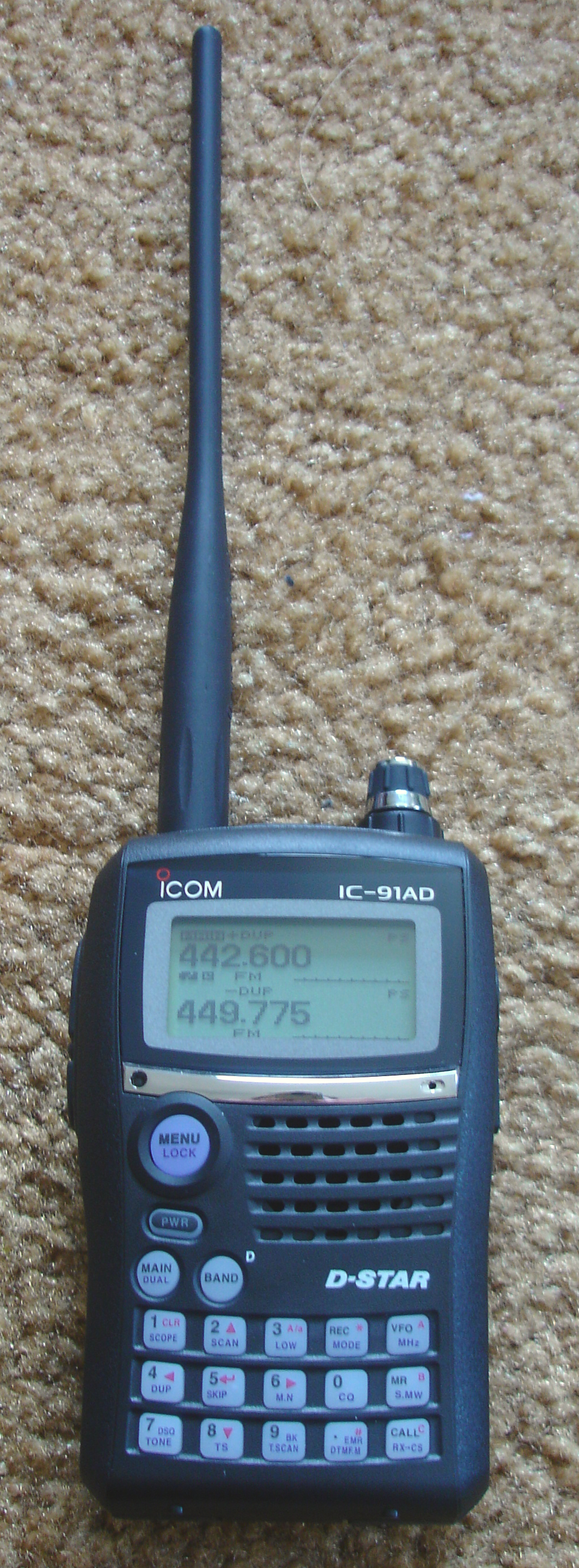
Icom IC-91AD, en äldre D-Star-kompatibel radio.

D-Star (Digital Smart Technology for Amateur Radio), är ett protokoll för digital röst- och dataöverföring. 1999 fick den japanska nationella amatörradioföreningen, JARL, i uppdrag av den japanska staten att ta fram ett sådant protokoll. Resultatet kom att bli D-Star. D-Star använder en 4800 bps GMSK-modulerad signal. Av dessa används 2400 bps för tal, 1200 bps används för felkorrigering (FEC) och de resterande 1200 bps kan användas för exempelvis dataöverföring eller GPS-positionering.
Den första D-Star-kompatibla radion släpptes av Icom 2004.
D-Star har utvecklats mycket sedan introduktionen och idag används bland annat följande system i nätet:

## ircDDB
Internet Relay Chat Distributed Database, förkortat ircDDB, används för att hantera routing av individanrop, också kallat Callsign Routing, och så kallad slash-routing. När en mobil D-Star-användare färdas genom ett område och efterhand byter repeater eller hotspot för bättre täckning så kommer ircDDB låta alla anslutna repeatrar och hotspots få kännedom om detta inom några få 10-delar av en sekund.
För tillgång till ircDDB-systemet krävs att repeater/hotspot är registrerad. Enskilda användare behöver inte (och kan inte) registrera sig.

## XRF
För kommunikation med XRF-reflektorer används DExtra-protokollet från repeater/hotspot till reflektorn. Ingen autentisering av användarens anropssignal sker och detta tillsammans med protokollets utformning i stort gör att protokollet betraktas som det "lättaste".
I Sverige finns två XRF-reflektorer, som båda använder XLXD av LX1IQ Luc, heter XRF699 och XRF700. Flera av modulerna på dessa reflektorer är sammankopplade varför trafik på den ena reflektorn också hörs på den andra. Det finns andra programvaror för XRF-reflektorer, exempelvis DXRFD.
Ingen registrering krävs, varken av repeater/hotspot eller användare, för att kunna använda en XRF-reflektor.

## DCS
DCS, förkorning för Digital Connection Service, är ett antal reflektorer världen runt. Varje reflektor har ett antal moduler för olika typer av kontakter. Den svenska DCS-servern är den tionde i löpordning och kallas alltså DCS010.
För tillgång till DCS-systemet krävs att användaren har ett så kallat CCS7-ID.

## REF
REF-reflektorer är den äldsta typen av reflektorer i D-Star-nätet. Mellan repeatrar/hotspots och REF-reflektorer används Dplus-protokollet. För att kunna använda en REF-reflektor krävs att både repeatar/hotspot och användare är registrerad i US-Trust-systemet. I Sverige finns en REF-reflektor, REF031.

## CCS7
Det senaste tillskottet av funktioner i D-Star-nätet är routing med CCS7-ID. CCS-systemet kompletterar det redan existerande ircDDB-systemet. Den svenska CCS7-servern heter CCS710.